# Isotima quadrata
Isotima quadrata är en stekelart som först beskrevs av Gyöö Viktor Szépligeti 1908.  Isotima quadrata ingår i släktet Isotima och familjen brokparasitsteklar. Inga underarter finns listade i Catalogue of Life.